# Municipio de Goodrum
El municipio de Goodrum (en inglés: Goodrum Township) es un municipio ubicado en el condado de Lonoke en el estado estadounidense de Arkansas. En el año 2010 tenía una población de 2611 habitantes y una densidad poblacional de 57,86 personas por km².

## Geografía
El municipio de Goodrum se encuentra ubicado en las coordenadas 34°53′13″N 92°0′19″O / 34.88694, -92.00528. Según la Oficina del Censo de los Estados Unidos, el municipio tiene una superficie total de 45.13 km², de la cual 44.73 km² corresponden a tierra firme y (0.88%) 0.4 km² es agua.

## Demografía
Según el censo de 2010, había 2611 personas residiendo en el municipio de Goodrum. La densidad de población era de 57,86 hab./km². De los 2611 habitantes, el municipio de Goodrum estaba compuesto por el 96.97% blancos, el 0.27% eran afroamericanos, el 0.57% eran amerindios, el 0.65% eran asiáticos, el 0.08% eran isleños del Pacífico, el 0.15% eran de otras razas y el 1.3% pertenecían a dos o más razas. Del total de la población el 1.72% eran hispanos o latinos de cualquier raza.